# Coccinia
Coccinia ist eine Pflanzengattung der Kürbisgewächse (Cucurbitaceae). Die etwa 25 Arten sind in Afrika verbreitet, nur eine Art, die Große Scharlachranke (Coccinia grandis), kommt ursprünglich auch im tropischen Asien vor.

## Beschreibung

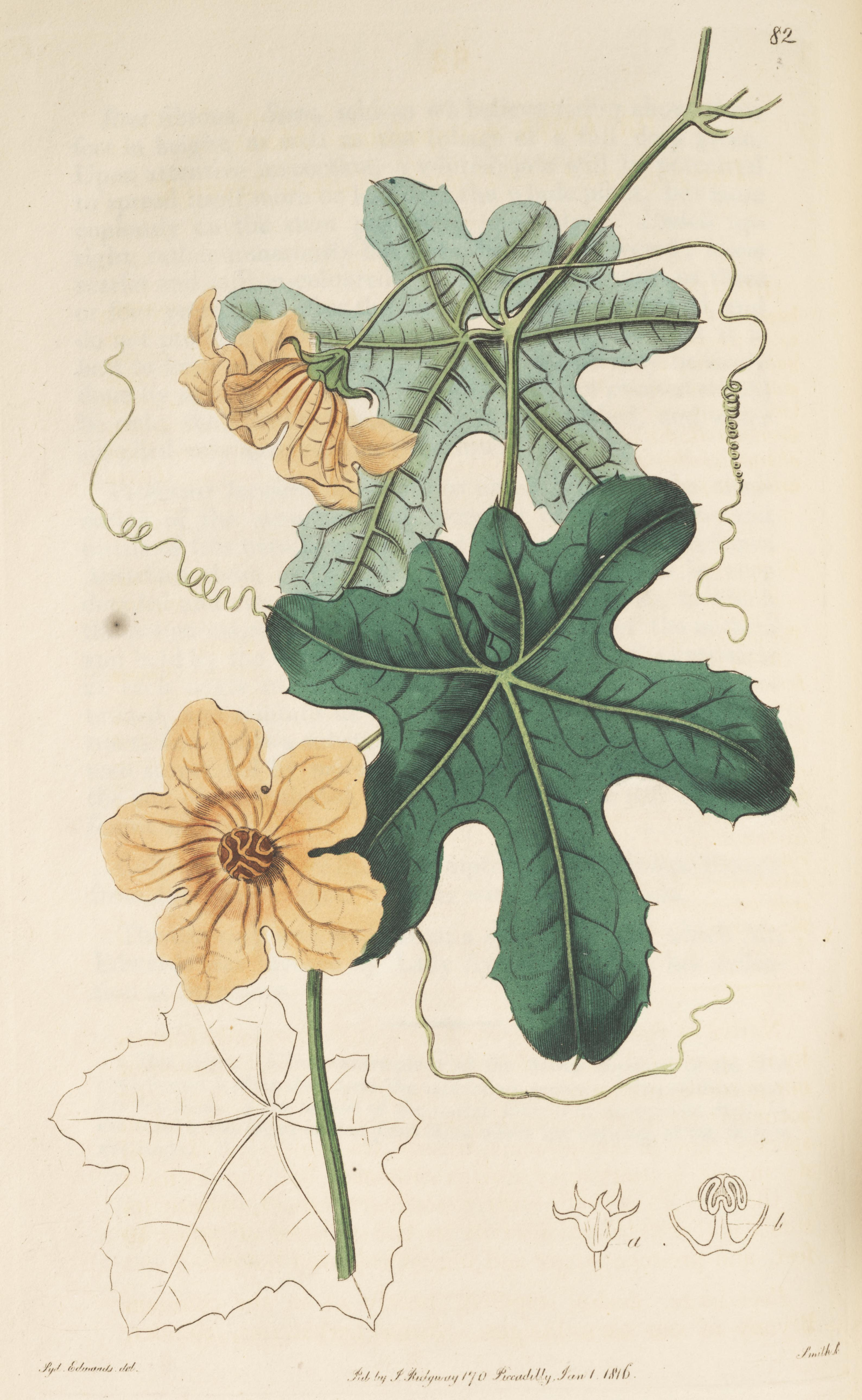
Illustration aus The Botanical register, Tafel 82 von Coccinia quinqueloba

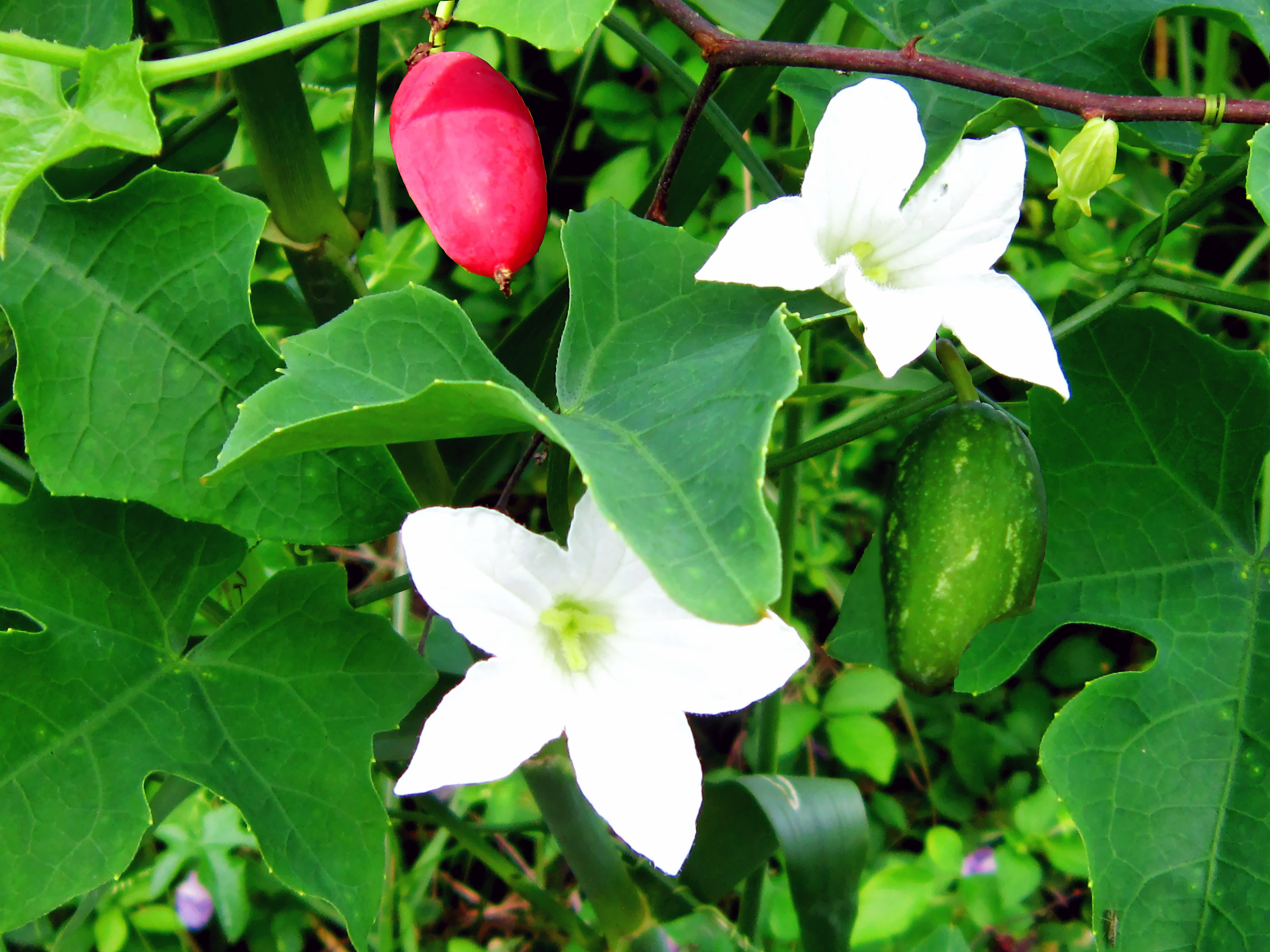
Tindola (Coccinia grandis)

### Vegetative Merkmale
Coccinia-Arten wachsen als kletternde, ausdauernde, krautige Pflanzen. Viele Arten bilden eine Hypokotylknolle aus, wenige auch Wurzelknollen. Die Keimblätter sind einfach, ganzrandig und mit stumpfer Spitze. Die Laubblätter sind gestielt oder sitzend, einfach und meist von sehr variabler Gestalt. Die Blätter besitzen auf der Unterseite oft kleine Drüsen, die Nektar ausscheiden. Die Ranken sind einfach oder annähernd zweiteilig.

### Generative Merkmale
Coccinia-Arten sind zweihäusig getrenntgeschlechtig (diözisch). Die männlichen Blüten haben keine Anzeichen von Fruchtknoten, während bei den weiblichen Blüten drei kleine sterile Staubblätter (Staminodien) vorhanden sind. Unter einzelnen Blüten und Blütenständen gibt es Hochblätter die jedoch auch an sterilen Knoten vorkommen, sogenannte Probrakteen. 
Die männlichen Blüten stehen einzeln, in Gruppen oder in kurzen traubigen Blütenständen. Die Blütenröhre ist meist kurz, breit und glockenförmig. Die Kelchblätter sind verwachsen; die freien Kelchlappen meist klein und zahnförmig. Die Krone ist verwachsen, fünflappig mit ganzrandigen Lappen. Die Farbe der Kronblätter ist meist cremefarben-weiß bis dunkel orange-gelb, seltener mit einem rosafarbenen Einschlag oder schneeweiß. Die drei Staubblätter sind meist alle bithekisch, seltener hat eine nur eine Theka. Die Staubfäden setzen an der Blütenröhre an und sind meist verwachsen oder hängen zumindest zusammen. Die Antheren sind ebenso zu einem kugeligen Kopf verbunden, nur selten sind sie frei. Die Konnektive sind breit, die Theken sind S-förmig gebogen.
Die weiblichen Blüten stehen einzeln, selten in traubigen Blütenständen. Der Fruchtknoten enthält viele horizontal stehende Samenanlagen. Der unterständige Fruchtknoten besteht aus drei Fruchtblättern. Die Narbe eines jeden Fruchtblatts ist entweder wulstig oder dreilappig.
Die Frucht ist kugelig bis ellipsoid oder zylindrisch mit dünner Wand, fleischig und zur Reife rot. Die Samen sind von eiförmigem Umriss und flach und von einer saftgefüllten Hülle (Arillus) umgeben.

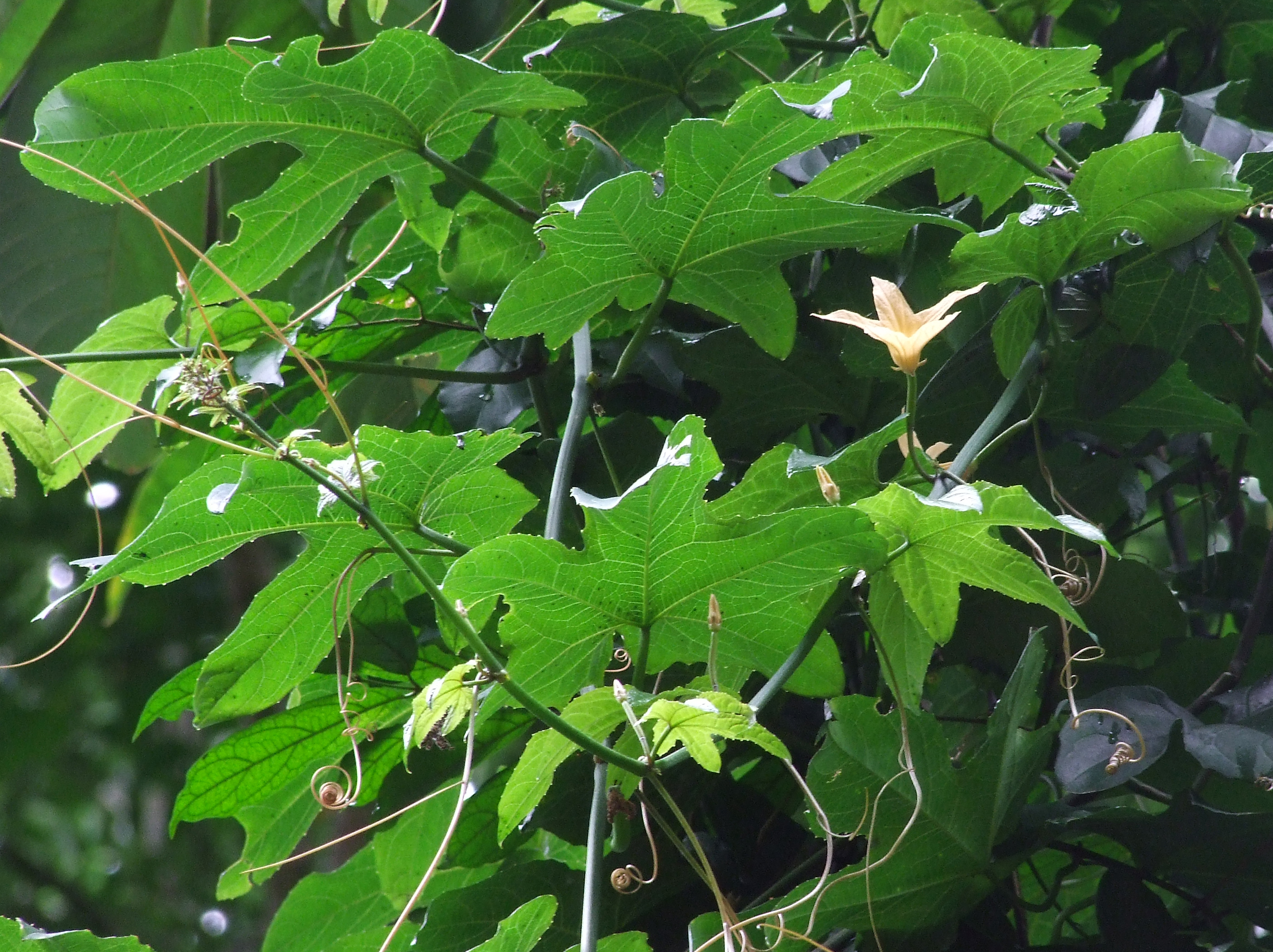
Coccinia grandiflora

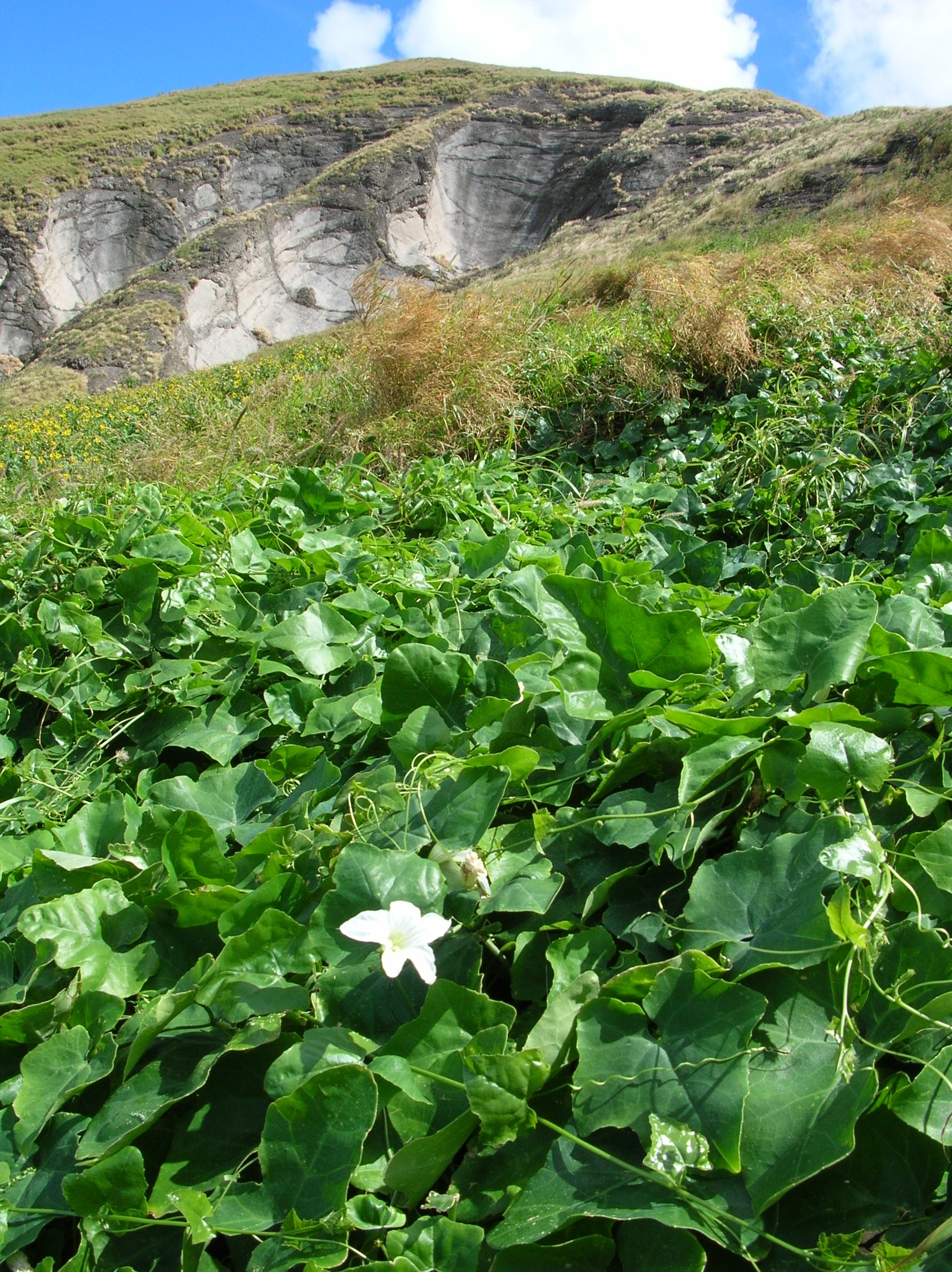
Tindola (Coccinia grandis)

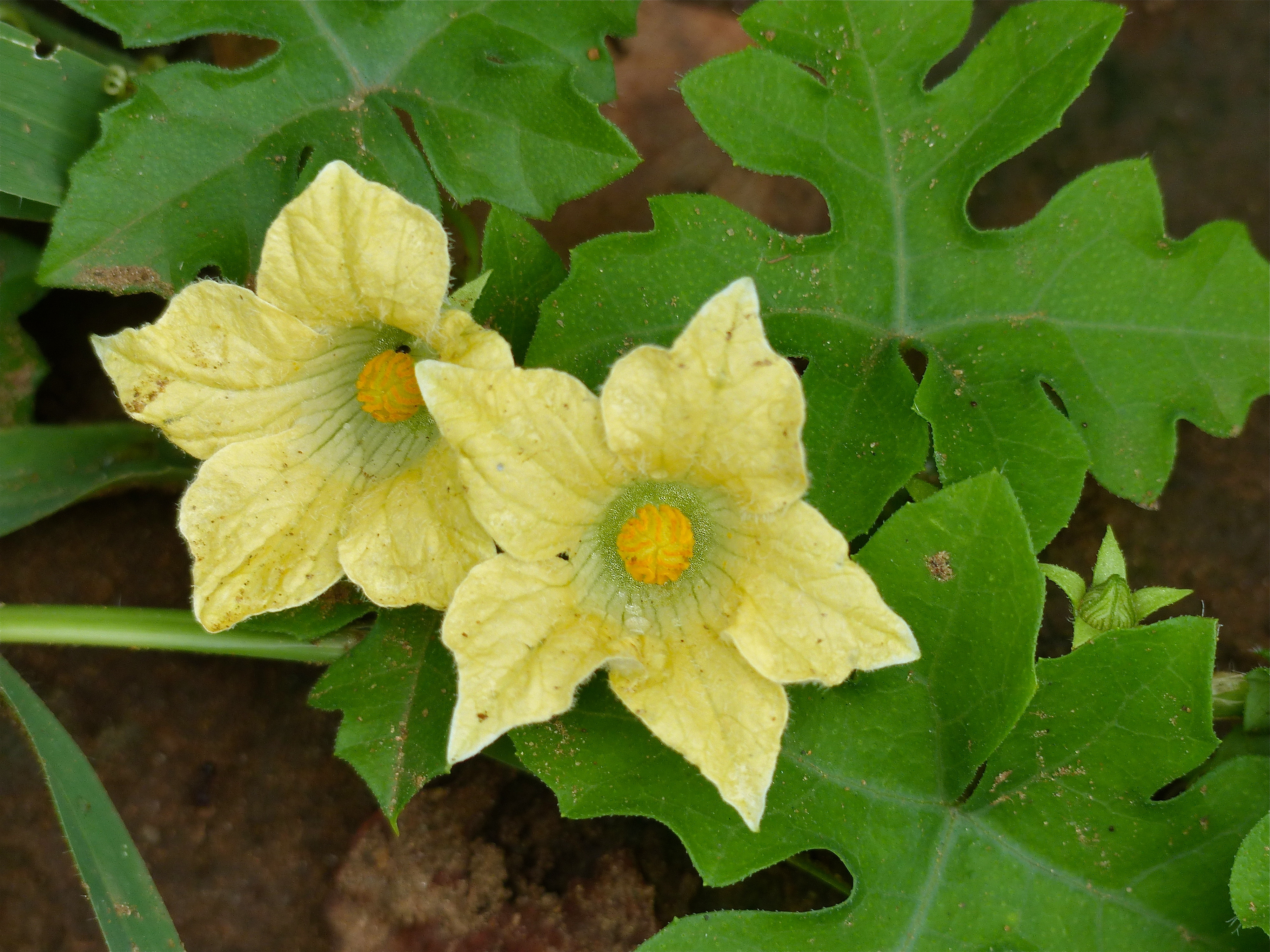
Coccinia rehmannii

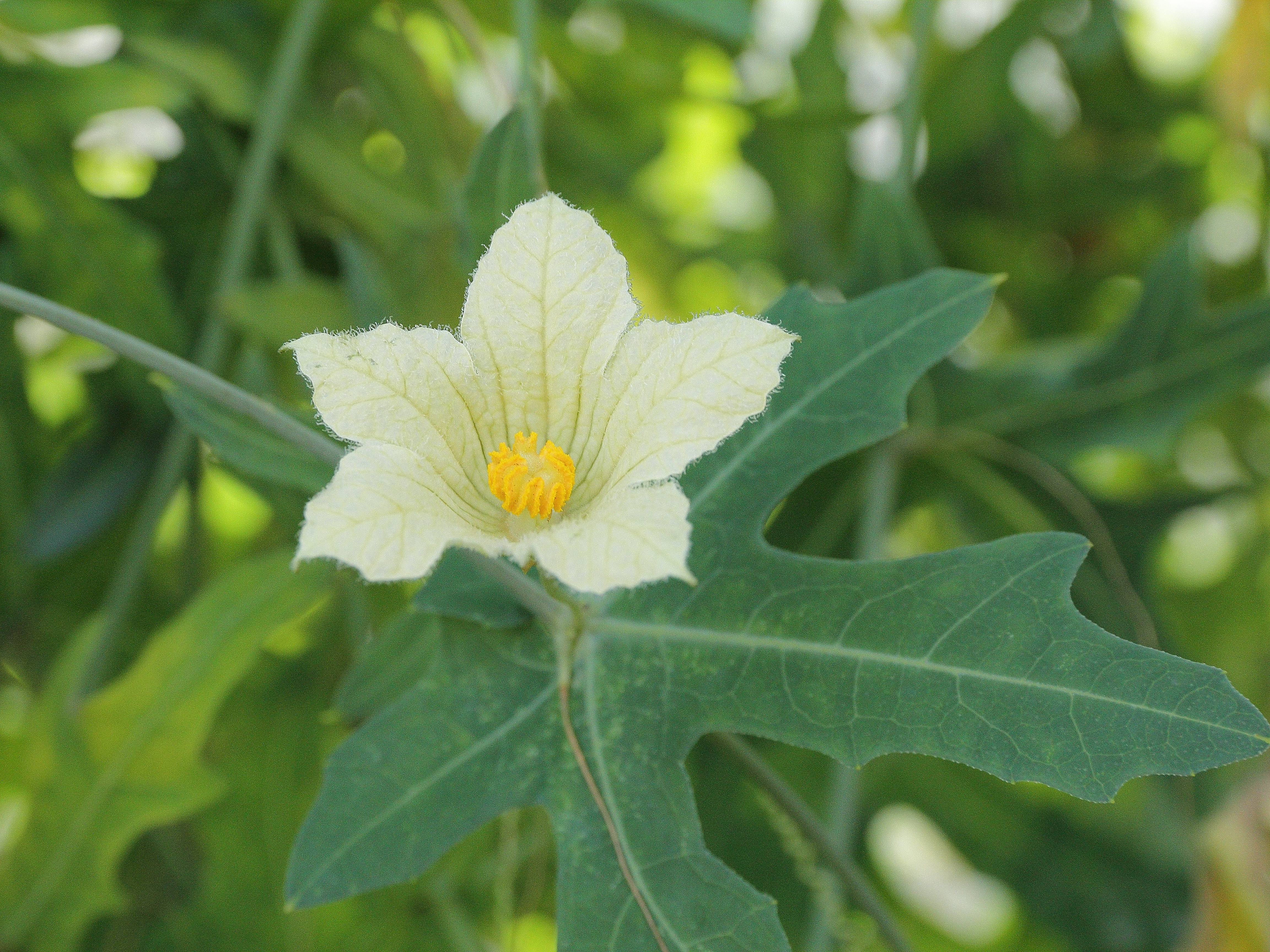
Coccinia sessilifolia

## Systematik und Verbreitung
Die Gattung Coccinia wurde 1834 durch Robert Wight und George Arnott Walker Arnott in Prodromus Florae Peninsulae Indiae Orientalis, 1, Seiten 347–348 aufgestellt.
Die Gattung Coccinia gehört zur Untertribus Benincasinae aus der Tribus Benincaseae in der Unterfamilie Cucurbitoideae innerhalb der Cucurbitaceae. Das Schwestertaxon ist die Gattung Diplocyclos.
Die Gattung Coccinia ist mit Ausnahme der auch in Asien vorkommenden Coccinia grandis im tropischen bis subtropischen Afrika verbreitet. Dabei kommen die Arten in Halbwüsten bis zu Regenwäldern und sogar in Bergregenwäldern vor. Diese Habitate wurden teils mehrfach unabhängig voneinander besiedelt.
Die Gattung Coccinia umfasst 25 Arten, mit drei Varietäten, die auch durch molekulare Daten gut unterstützt sind:
- Coccinia abyssinica (Lam.) Cogn.: Sie kommt in Äthiopien vor.[4]
- Coccinia adoensis (A. Rich.) Cogn.: Sie kommt in drei Varietäten in Afrika vor:[4]
  - Coccinia adoensis (A.Rich.) Cogn. var. adoensis
  - Coccinia adoensis var. aurantiaca (C.Jeffrey) Holstein
  - Coccinia adoensis var. jeffreyana Holstein
- Coccinia barteri (Hook. f.) Keay: Sie kommt im tropischen Afrika vor.[4]
- Coccinia grandiflora Cogn.: Sie kommt in Kenia, Tansania, Malawi, Mosambik und Simbabwe vor.[4]
- Große Scharlachranke oder Tindola (Coccinia grandis (L.) Voigt, Syn.: Coccinia indica Wight & Arn.): Sie kommt in Afrika und in Asien vor.[4]
- Coccinia heterophylla (Hook. f.) Holstein: Sie kommt in Angola, Gabun und Zaire vor.[4]
- Coccinia hirtella Cogn.: Sie kommt im südlichen Afrika vor.[4]
- Coccinia intermedia Holstein: Sie kommt im tropischen Westafrika vor.[4]
- Coccinia keayana R. Fern.: Sie kommt im tropischen Westafrika vor.[4]
- Coccinia longicarpa Jongkind: Sie kommt im tropischen Westafrika vor.[4]
- Coccinia mackenii Naudin ex C.Huber (Syn.: Coccinia palmata (Sond.) Cogn.): Sie kommt im südlichen Afrika vor.[4]
- Coccinia megarrhiza C.Jeffrey: Sie kommt in Äthiopien und in Kenia vor.[4]
- Coccinia microphylla Gilg: Sie kommt in Äthiopien, Somalia, Kenia und Tansania vor.[4]
- Coccinia mildbraedii Gilg: Sie kommt im tropischen Afrika vor.[4]
- Coccinia ogadensis Thulin: Sie kommt in Äthiopien und in Somalia vor.[4]
- Coccinia pwaniensis Holstein: Sie kommt in Kenia und in Tansania vor.[4]
- Coccinia quinqueloba (Thunb.) Cogn. (Syn.: Bryonia quinqueloba Thunb.): Sie kommt in Südafrika vor.[4]
- Coccinia racemiflora Keraudren: Sie kommt in Kamerun und in Gabun vor.[4]
- Coccinia rehmannii Cogn.: Sie kommt im südlichen und im tropischen Afrika vor.[4]
- Coccinia samburuensis Holstein: Sie kommt in Kenia vor.[4]
- Coccinia schliebenii Harms: Sie kommt in Äthiopien, im Sudan, in Tansania und in Mosambik vor.[4]
- Coccinia senensis (Klotzsch) Cogn.: Sie kommt in Tansania, Mosambik und Malawi vor.[4]
- Coccinia sessilifolia (Sond.) Cogn.: Sie kommt im südlichen Afrika in zwei Varietäten vor:[4]
  - Coccinia sessilifolia (Sond.) Cogn. var. sessilifolia
  - Coccinia sessilifolia var. variifolia (A. Meeuse) Holstein
- Coccinia subsessiliflora Cogn.: Sie kommt im tropischen Afrika vor.[4]
- Coccinia trilobata (Cogn.) C.Jeffrey: Sie kommt in Kenia und in Tansania vor.[4]